# Chinese Athletic Association
La Chinese Athletic Association (CAA, in cinese 中国田径协会) è la federazione sportiva che si occupa dell'atletica leggera in Cina. Fu fondata nel 1954 e dal 1978 è membro della World Athletics; è anche membro della Asian Athletics Association, della All-China Sports Federation e del Comitato Olimpico Cinese.

## Scopi
La Chinese Athletic Association ha lo scopo principale di unire i professionisti e gli appassionati di atletica leggera, guidando e promuovendo lo sviluppo di questo sport in Cina anche attraverso il miglioramento del livello tecnico dei suoi praticanti. Si impegna a rafforzare i rapporti di amicizia con le federazioni nazionali dei tutto il mondo e tra i suoi obiettivi c'è quello di stringere forte relazioni con le federazioni di atletica leggera internazionali.

## Struttura
La Chinese Athletic Association si compone di sei comitati, una commissione per la formazione scientifica, una commissione per le competizioni, un comitato per i giovani, uno per la maratona e uno per le attrezzature, oltre che 42 membri rappresentanti le province, alcune città e le corporazioni industriali.